# Dream House (film)
Pour plus de détails, voir Fiche technique et Distribution.
Dream House ou La Maison de rêve au Québec est un film américain réalisé par Jim Sheridan, sorti en 2011.

## Synopsis
Will Atenton, éditeur new-yorkais réputé, part s'installer pour vivre au calme avec sa famille dans la région de la Nouvelle-Angleterre. La famille apprend bientôt que plusieurs meurtres ont été commis naguère dans leur « maison de rêve ». Will et son épouse Libby sont horrifiés de découvrir qu'un père, Peter Ward, aurait assassiné son épouse et ses deux fillettes, mais, qu'après une grave crise relevant de la psychiatrie et son incarcération consécutive, il a été relâché faute de preuves. La famille se sent bientôt épiée : tandis que les filles Trish et Dee Dee aperçoivent un individu qui les observe par la fenêtre, Will et Libby sont confrontés à des faits plus graves comme ces adolescents qui s'introduisent dans leur cave pour venir en pèlerinage dans la « maison du crime » ou cette voiture qui, un soir, tente d'écraser Will juste devant sa porte. 
Will ne peut supporter que sa famille soit menacée et contacte la police qui reste bizarrement insensible devant ses témoignages. Il décide alors de mener sa propre enquête sur Peter Ward qu'il soupçonne d'être l'auteur des méfaits. Jusqu'à ce qu'il se rende dans l'asile où Peter Ward a été hospitalisé et qu'il rencontre le docteur qui s'est occupé de son cas. Le docteur l'avertit de s'attendre à être surpris, car il va lui montrer une vidéo de Peter Ward en pleine crise : c'est avec stupeur que Will découvre son propre visage à l'écran. Peter Ward et Will Atenton ne font qu'un : Ward, après sa crise consécutive aux tragiques évènements et pour ne pas sombrer dans la folie, s'est créé un monde chimérique (il n'a jamais été éditeur) où il revit les moments heureux passés avec son épouse et ses filles. La voisine d'en face, Ann Patterson, qui était chez elle lors du drame, lui témoigne de la sympathie et lui vient en aide, car elle le croit innocent. 
Will se rend fréquemment dans sa maison de rêve, fermée pour cause de vétusté. Il semble que le fantôme de son épouse la hante et veuille aussi le secourir, car tout laisse à penser qu'il n'est pas le meurtrier.

## Fiche technique
- Titre original : Dream House
- Titre québécois : La Maison de rêve
- Réalisation : Jim Sheridan
- Scénario : David Loucka
- Direction artistique : Elinor Rose Galbraith
- Décors : Peter Nicolakakos
- Costumes : Delphine White, Ciara Brennan
- Photographie : Caleb Deschanel
- Son : Tom Bellfort, Bruce Carwardine
- Montage : Glen Scantlebury, Barbara Tulliver
- Musique : John Debney
- Producteurs : James G. Robinson, Ehren Kruger, Daniel Bobker, David C. Robinson
- Sociétés de production : Morgan Creek Productions, Cliffjack Motion Pictures
- Sociétés de distribution : Universal Pictures (États-Unis), E1 Films (Canada), Warner Bros. France (France)
- Budget : 60 M$ (estimation)
- Pays d’origine :  États-Unis
- Langue originale : anglais
- Format : 35 mm — couleur (DeLuxe) — 2.35:1 (Panavision) — son Dolby Digital SDDS
- Genre : Thriller
- Durée : 88 minutes
- Dates de sortie :
  - Portugal : 29 septembre 2011
  - États-Unis, Canada : 30 septembre 2011
  - France :  5 octobre 2011
- Classifications :
  - France : CNC : tous publics avec l'avertissement « Ce film comporte des scènes difficilement compréhensibles pour un jeune public » (visa d'exploitation no 130951 délivré le 20 septembre 2011)[1] puis déconseillé aux moins de 12 ans lors de sa diffusion à la télévision[2].
  - États-Unis : MPAA : l'institut américain émet l'avertissement PG-13 « Certaines scènes peuvent être inappropriées pour des enfants de moins de 13 ans, accord parental recommandé/film déconseillé aux moins de 13 ans »[3].

## Distribution
- Daniel Craig (VF : Éric Herson-Macarel) : Will Atenton/Peter Ward
- Naomi Watts (VF : Hélène Bizot) : Ann Patterson
- Rachel Weisz (VF : Hélène Chanson) : Libby Atenton
- Elias Koteas : Boyce
- Marton Csokas (VF : Xavier Fagnon) : Jack Patterson
- Taylor Geare : Trish
- Claire Astin Geare : Dee Dee
- Rachel G. Fox : Chloe Patterson
- Jane Alexander : Docteur Greeley
- Sarah Gadon : Cindi
- Lynne Griffin : Sadie

## Musique
- Chansons : 
  - You're Still With Me, paroles et musique de Rachael Lawrence et Deborah Ellen, interprétée par Mavis Campbell (PerfecTune Productions)
  - Never Too Far Away, paroles et musique d'Ashanti et L. T. Hutton, interprétée par Ashanti (Written Entertainment, LLC)
- Musique additionnelle : La Lettre à Élise, composée par Ludwig van Beethoven

## Tournage
- Intérieurs Canada : Pinewood Toronto Studios (Ontario)
- Extérieurs Canada: Brampton, Guelph, Oakville, Newmarket, Toronto (Ontario) et Whistler (Colombie-Britannique)

## Sources, notes et références
- Principale source pour l'élaboration de cet article : (en) dossier de presse du film.

1. ↑  « Visas et Classification | CNC », sur www.cnc.fr (consulté le 26 juillet 2025)
2. ↑  « vidéo : Bande promo - Démo non-linéaire - OCS Max (2012) », sur medias.lenodal.com (consulté le 26 juillet 2025)
3. ↑  PG-13 : Parents Strongly Cautioned.